# داوود رشیدی
داوود رشیدی ده رشیدی (متولد ۲۵ تیر ۱۳۱۲ – درگذشتهٔ ۵ شهریور ۱۳۹۵) هنرپیشه تئاتر، سینما و تلویزیون ایران بود. او بیشتر با نقش‌هایی مانند «آقا حسینی» در فیلم کندو، «مفتش شش‌انگشتی» در سریال هزاردستان و همچنین با بازی تأثیرگذارش در فیلم فرار از تله به کارگردانی و نویسندگی جلال مقدم شناخته می‌شود. داوود رشیدی همراهِ علی نصیریان، جمشید مشایخی، عزت‌الله انتظامی و محمدعلی کشاورز پنج چهرهٔ برجسته‌ای بودند که در دههٔ چهل شمسی از تئاتر پا به عرصهٔ سینما گذاشتند و از آنان به عنوان پنج تن سینمای ایران یاد می‌شود. وی به‌خاطر فعالیت‌هایش نشان درجه یک فرهنگ و هنر را دریافت کرده بود.

## زندگی

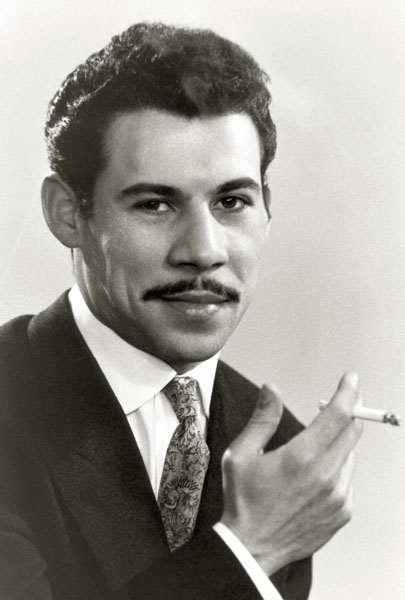
رشیدی در دهه ۱۳۵۰

### سال‌های آغازین زندگی
داوود رشیدی ده رشیدی در سال ۱۳۱۲ در تهران خیابان ری کوچه آبشار در خانواده‌ای که ریشهٔ آن به شهر بابل در استان مازندران و خاندان حائری مازندرانی بازمی‌گشت، متولد شد. پدر او عبدالامیر رشیدی حائری دیپلمات بود و در چند کشور نیز سفیر شد. پدربزرگش، محمد حائری مازندرانی معروف به ابن‌الشیخ از روحانیان مشروطه خواه و جدش زین‌العابدین حائری مازندرانی از مراجع تقلید عصر قاجار بود.
داوود رشیدی تحصیلات متوسطه را (به دلیل فعالیت‌های دیپلماتیک پدرش) در ترکیه و پاریس به پایان رساند و تحصیلات دانشگاهی را در ژنو ادامه داد. وی فارغ‌التحصیل کنسرواتور ژنو در رشته کارگردانی و بازیگری تئاتر و همچنین لیسانس علوم سیاسی از دانشگاه ژنو بود.
حاصل ازدواج اولش با هما فریور تهرانی یک پسر به نام فرهاد است. او پس از جدایی از هما فریور با احترام برومند ازدواج کرد که ثمره آن یک دختر به نام لیلی است.

### زندگی حرفه‌ای
در کودکی توسط طوسی حائری، نویسنده ایرانی که دخترعمه‌اش بود به عبدالحسین نوشین، کارگردان تئاتر برای بازی در نمایشِ مردم معرفی شد. او سپس دوره‌های تخصصی بازیگری را زیر نظر خانم لاشنال گذراند.
در سال ۱۳۴۳ خورشیدی پس از اتمام تحصیلات در ژنو به تهران آمد و در اداره تئاتر آن زمان وابسته به وزارت فرهنگ و هنر استخدام شد. سپس گروهِ تئاترِ امروز را پایه‌گذاری نمود که هنرپیشگانی همچون پرویز فنی‌زاده، داریوش فرهنگ، مهدی هاشمی، فهیمه راستکار، سیاوش طهمورث، مرضیه برومند، سوسن تسلیمی، به عضویت در این گروه درآمدند.
رشیدی از سال ۱۳۵۰ خورشیدی با فیلم سینمایی «فرار از تله» وارد عرصه بازیگری سینما گردید که جایگاهش را به عنوان یکی از بهترین بازیگران نقش مکمل تثبیت کرد. او علاوه بر بازیگری چندین تله تئاتر از جمله کارهایی از غلامحسین ساعدی را کارگردانی کرد و چند نمایشنامه خارجی را نیز به فارسی برگرداند. او علاوه بر بازیگری و کارگردانی در سینما، تلویزیون و تئاتر به تهیه‌کنندگی سینما نیز روی آورد.
در سال ۱۳۵۲ خورشیدی از اداره تئاتر به تلویزیون ملی ایران رفت و در سمَت مدیریت گروهِ نمایش‌ها و سرگرمی‌های آن سازمان (شامل: سریال‌ها، مسابقات، تئاترهای تلویزیونی) مشغول به کار گردید.
کندو فیلم دیگری بود که رشیدی در نقش «آقا حسینی» با بهروز وثوقی در سال ۱۳۵۴ بازی کرد و اوج بازیگری او در سینمای پیش از انقلاب به‌شمار می‌رود. وی «کندو» را از موفق‌ترین فیلم‌هایش دانسته و گفته بود که حتی الان بچه‌های نوجوان هم به من «آقا حسینی» می‌گویند.
با آنکه داوود رشیدی در تعداد کمی از فیلم‌های ایرانی پیش از انقلاب بازی کرد، اما شهرت نسبتاً خوبی به دست آورد. با این حال بخش عمده از فعالیت‌های حرفه‌ای او صرف مدیریت گروه نمایش و سرگرمی در تلویزیون ایران می‌شد.

داوود رشیدی به همراه عزت‌الله انتظامی و بهروز وثوقی

با تحولات پس از پیروزی انقلاب ایران او را در سال ۱۳۵۸ از تلویزیون ایران اخراج کردند. او دربارهٔ سال‌های نخست پس از انقلاب ایران گفته بود: «سال ۵۸ خواستند از تلویزیون تقاضای بازنشستگی کنم، همین کار را کردم اول با تقاضای بازنشستگی موافقت شد و بعد اخراجم کردند تا حقوق نگیرم. بچه‌های جوان در گروه پاک‌سازی بودند، آمدند و گفتند ما شما را پاک‌سازی نمی‌کنیم، اخراج می‌کنیم تا جای دیگر بتوانید کار کنید. من هم خداحافظی کردم و رفتم.»
با این وجود سال‌های نخستین پس از انقلاب ایران، پرکارترین دوره فعالیت بازیگری او است. او در چهار-پنج سال اول انقلاب در نزدیک به ۲۰ فیلم بازی کرد. شیلات، خانه عنکبوت، کمال‌الملک و گل‌های داوودی از مشهورترین این فیلم‌ها بودند.
در سال ۱۳۶۳ و پس از بازی در دو فیلم کیومرث پوراحمد ناگهان فعالیت سینمایی رشیدی قطع شد و نزدیک به ۹ سال متوقف ماند.
با این حال او همچنان در اواسط دهه شصت و اوایل دهه هفتاد خورشیدی درحالی‌که اجازه فعالیت در سینما را نداشت، حضور پررنگی در سریال‌های تلویزیونی ایران داشت که رسانه به‌مراتب پرمخاطب‌تری از سینما بود. سریال‌هایی چون گرگ‌ها و عطر گل یاس و تله‌تئاتر یکی از این روزها (در نقش رئیس‌جمهور ایندولند) تماشاگران زیادی داشت.
اما مشهورترین نقشی که از او از آن سال‌ها در خاطره مردم مانده است، مفتش شش انگشتی سریال هزاردستان، به کارگردانی علی حاتمی بود.
آوای فاخته، گل پامچال، تنهاترین سردار، ولایت عشق، مختارنامه و کلاه پهلوی از دیگر کارهای تلویزیونی مشهور او در سال‌های گذشته بوده است.
در سال ۱۳۷۰ او پیروزی در شیکاگو را در تئاتر شهر تهران به روی صحنه برد که به پرفروش‌ترین تئاتر ایران پس از انقلاب تبدیل شد.
در سال ۱۳۹۱ نشان درجه یک فرهنگ و هنر ایران از سوی ریاست جمهوری ایران به وی اعطا شد.
مهم‌ترین ویژگی او فن بیانش بود که کلمات را با دقت خاصی و خیلی شمرده به زبان می‌آورد.

## فعالیت‌های هنری
داوود رشیدی فعالیت هنری خود را در سال ۱۳۴۲ با تله‌تئاتر «در جزیره‌ای غریب» و حضور در کنار هنرمندانی از جمله منوچهر فرید و محمدعلی کشاورز آغاز کرد. از سال ۱۳۴۵ تا ۱۳۴۹، داوود رشیدی در هفت تله‌تئاتر به عنوان کارگردان هنری حضور داشت. داوود رشیدی در سال ۱۳۵۱و۱۳۵۰ با ایفای نقش در ۵ فیلم میعادگاه خشم؛ گذر اکبر، فدایی، جهنم + من و تجاوز یکی از پرکارترین سال‌های کاری‌اش را تجربه کرد.
او پس از بازگشت به ایران در دهه ۱۳۴۰ به اداره تئاتر وزارت فرهنگ و هنر پیوست. او در سال ۱۳۴۲ گروه تئاتر «امروز» را با حضور کسانی چون مرضیه برومند، سوسن تسلیمی، پرویز فنی‌زاده و خسرو شجاع‌زاده تشکیل داد. در سال ۱۳۶۳ و پس از بازی در دو فیلم کیومرث پوراحمد ناگهان فعالیت سینمایی رشیدی قطع شد و نزدیک به ۹ سال متوقف ماند. در سال ۱۳۷۰ او پیروزی در شیکاگو را در تئاتر شهر تهران به روی صحنه برد. این نمایش که با بازی خود و تعدادی از مشهورترین بازیگران سینما و تئاتر ایران بود، به پرفروش‌ترین تئاتر ایران پس از انقلاب تبدیل شد.

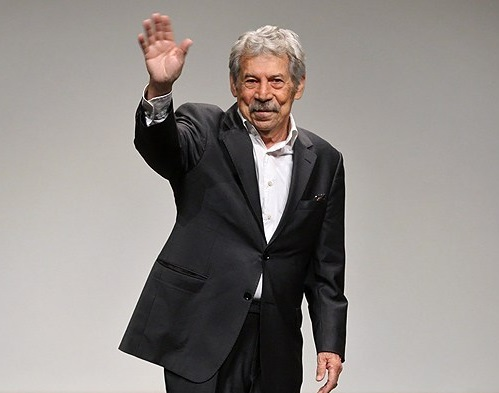
سال ۲۰۱۱
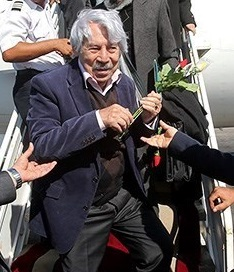
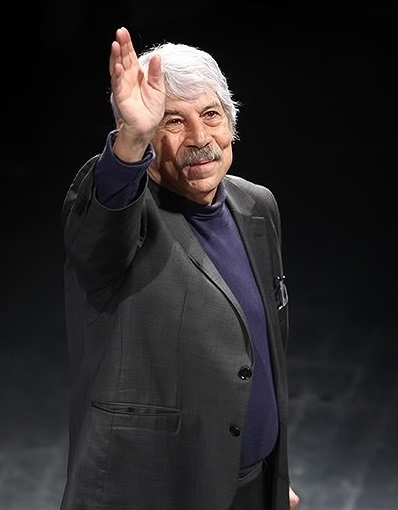

## سوابق اجرایی
- تدریس در دانشکده هنرهای زیبای دانشگاه تهران
- تدریس در دانشکده هنرهای دراماتیک
- تدریس دوره‌های کوتاه مدت در شهرستان‌ها و فرهنگسراها و استخدام به عنوان کارگردان در اداره هنرهای دراماتیک
- مدیر واحد نمایش تلویزیون از سال ۱۳۵۱ تا ۱۳۶۰
- عضو هیئت مدیره خانه سینما (معاون رئیس هیئت مدیره)
- رئیس انجمن بازیگران سینمای ایران از سال ۱۳۸۵ تا ۱۳۸۷
- راه اندازی و مدیریت گروه تئاتر «امروز» از سال ۱۳۴۵

## بزرگداشت داود رشیدی
- اولین بزرگداشت داود رشیدی و جایزه داود رشیدی در چهارم شهریور ماه ۱۳۹۶ به آقایان عمید نائینی، محسن میرزایی، علیرضا داودنژاد و حسن معجونی توسط جواد مجابی، احمد مسجد جامعی، مرضیه برومند و فاطمه معتمدآریا اهدا شد.[۸]«اهداء نشان داوود رشیدی به دو روزنامه‌نگار و دو هنرمند». ایسنا. ۶ شهریور ۱۳۹۶. بایگانی‌شده از اصلی در ۲۸ اوت ۲۰۱۷. دریافت‌شده در ۲۸ اوت ۲۰۱۷.
- دومین بزرگداشت داود رشیدی و جایزه داود رشیدی در سوم شهریور ماه ۱۳۹۷ در تماشاخانه سنگلج به جلال ستاری، سید محمد مساوات، رخشان بنی اعتماد و مجتبی میرطهماسب توسط جواد مجابی، مرضیه برومند، لیلی رشیدی و فرهاد رشیدی اهدا شد.[۹]
- هفدهمین و هجدهمین کاشی ماندگار در نخستین سال‌مرگ داوود رشیدی، بازیگر تئاتر، تلویزیون و سینما بر سردر خانه او و همسرش احترام برومند نصب شد.[۱۰]

## بیماری و درگذشت

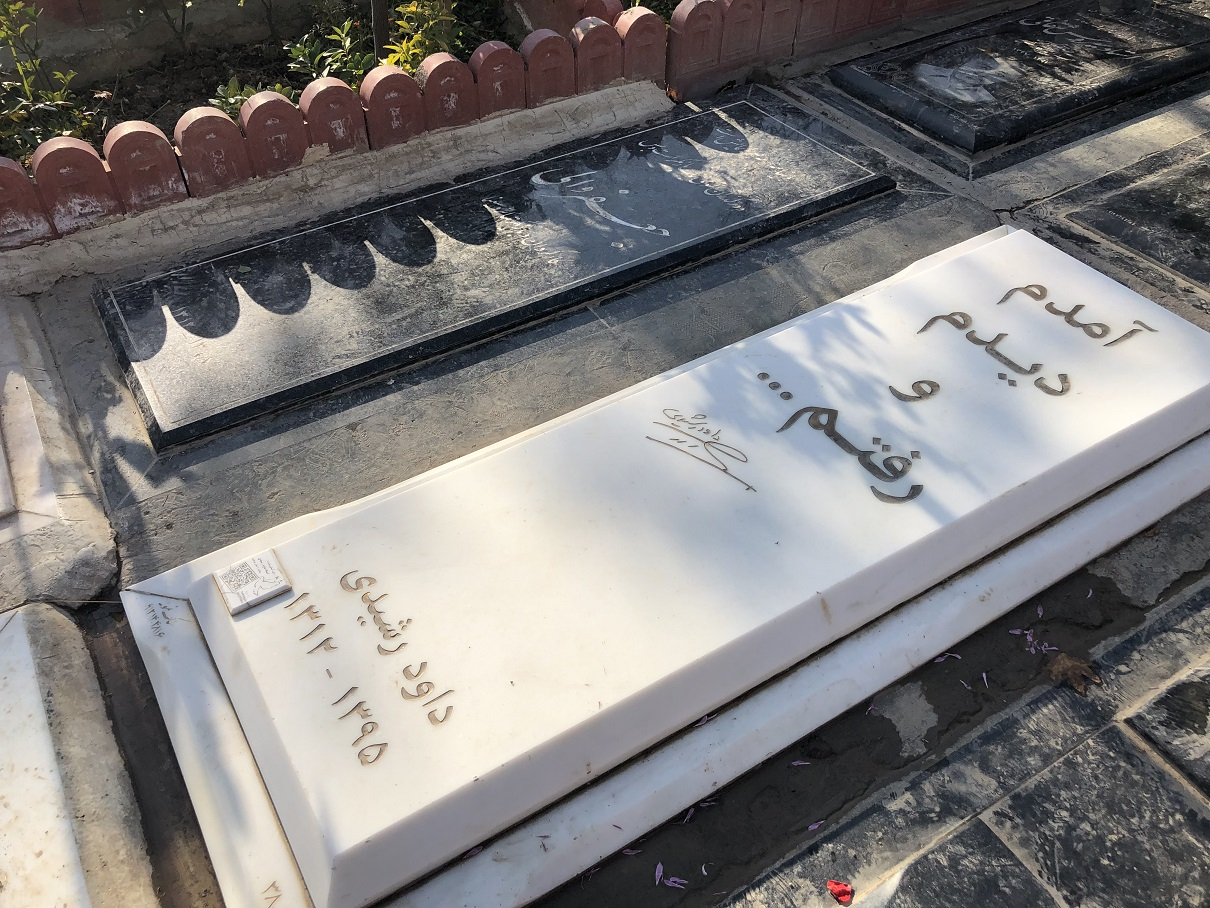
قبر داوود رشیدی و جعفر والی در قطعه هنرمندان بهشت زهرا

رشیدی در سال‌های پایانی زندگی دچارِ آلزایمر شده بود
و در بامداد جمعه ۵ شهریور ۱۳۹۵ در ۸۳ سالگی در پی ایست قلبی در خانه‌اش درگذشت. حسن روحانی، محمدجواد ظریف، سید محمد خاتمی، علی لاریجانی، محمدرضا عارف و سیدحسن خمینی از جمله سیاست‌پیشگانی بودند که درگذشت رشیدی را تسلیت گفتند. حسین پاکدل رسول صدرعاملی ناصر ملک‌مطیعی و جعفر والی، سینماگرانی بودند که در سوگش مطلب نوشتند.
در ۷ شهریور ۱۳۹۵ مراسم تشییع پیکرش در تهران (تالار وحدت) برگزار شد که نخستین سخنران آن علی نصیریان بود؛ سپس جمشید مشایخی و داریوش فرهنگ از او گفتند. خانوادهٔ او، احترام برومند و لیلی رشیدی نیز در پایان سخنانی بیان کردند. او در قطعهٔ هنرمندان بهشت زهرا به خاک سپرده شد.
افراد سرشناس بسیاری به‌ویژه هنرمندان و سینماگران در تشییع پیکر او حضور داشتند. مراسم ختم داوود رشیدی عصر همان روز در مسجد جامع شهرک غرب تهران برگزار شد.

## جوایز
| اهدا کننده              | جایزه                    | نتیجه |
| ----------------------- | ------------------------ | ----- |
| جشنواره چهره‌های ماندگار | نشان چهره ماندگار        | برنده |
| رئیس‌جمهور ایران         | نشان درجه یک فرهنگ و هنر | برنده |